# 耶京 (奥地利)
耶京（德語：Jeging）是奥地利上奥地利州因河畔布劳瑙县的一个市镇。总面积6.55平方公里，总人口632人，人口密度96.5人/平方公里（2005年）。